# Chaled Chodscha

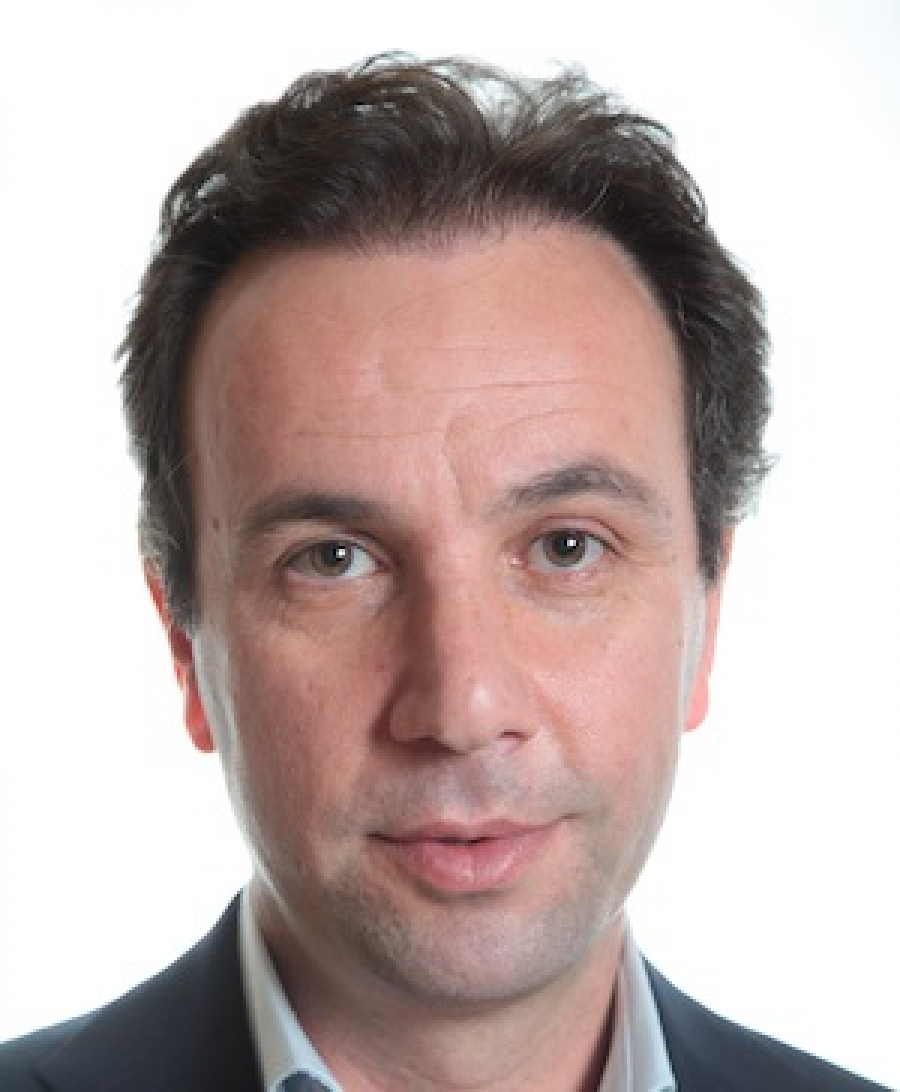
Chaled Chodscha

Chaled Chodscha (* 4. Juli 1965 in Damaskus) war von 2015 bis 2017 Präsident der Nationalkoalition syrischer Revolutions- und Oppositionskräfte.

## Werdegang
Chaled Chodscha ist syrisch-turkmenischer Abstammung. Er studierte Medizin an der Universität von Izmir in der Türkei. Während der Baath-Präsidentschaft von Hafiz al-Assad wurde er zweimal festgenommen. Nach dem Beginn des Syrischen Bürgerkriegs begann Chodscha im Jahr 2011 damit, mehrere Oppositionsgruppen zu gründen, und trat im Oktober 2011 der Syrischen Nationalkoalition bei. Er wurde zum Vertreter der Nationalkoalition („Botschafter Syriens“) in der Türkei, die die Nationalkoalition als rechtmäßige Vertretung Syriens anerkennt.
Am 4. Januar 2015 wurde er als Nachfolger von Hadi al-Bahra zum Präsidenten der Nationalkoalition neben Ministerpräsident Ahmed Tomeh und Generalsekretär Nasser el-Hariri gewählt. Bei der Wahl vom 6. Mai 2017 konnte er keine Mehrheit mehr erringen und musste das Präsidentenamt an den Herausforderer Riad Seif abgeben.
Im April 2018 trat er aus der Organisation aus.